# Aleksander Tammert
Aleksander Tammert, né le 2 février 1973 à Tartu, est un athlète estonien, spécialiste du lancer du disque. Il est médaillé de bronze aux Jeux olympiques d'été de 2004 à Athènes, ainsi qu'aux Championnats d'Europe d'athlétisme 2006 de Göteborg. Il fait partie de cette génération de lanceurs de disque estoniens, à l'instar de Gerd Kanter ou Märt Israel.

## Carrière

### Les débuts
Fils d'un ancien champion d'Europe junior du lancer du poids, Aleksander Tammert empoche son premier championnat national au lancer du disque en 1993. Il remporte au total 11 titres au lancer du disque et 2 au lancer du poids entre 1993 et 2010. Il monte en puissance à la fin des années 1990 en se hissant en finale lors des Championnats du monde d'athlétisme 1997 et 1999 et améliorant régulièrement son record personnel.
Aleksander Tammert s'impose lors de l'Universiade d'été 2001 à Pékin avec un lancer à 65,19 m.
En 2002, il réalise le doublé aux Championnats d'Estonie, en remportant le titre à la fois au lancer du disque (66,34 m) et au lancer du poids (18,01 m).

### 2004, année olympique
Lors des Jeux olympiques d'été de 2004, il se classe 3e au lancer du disque avec 66,66 m, derrière le Lituanien Virgilijus Alekna et le hongrois Zoltán Kővágó. Quatrième à l'issue de l'épreuve, il obtient finalement la médaille de bronze à la suite de la disqualification du Hongrois Robert Fazekas, qui s'était tout d'abord classé premier.
La même année, il se place également 3e lors de la Finale mondiale de l'athlétisme.
En 2005, il échoue au pied du podium aux Championnats du monde à Helsinki avec 64,84 m ; la médaille de bronze revenant à l'Allemand Michael Möllenbeck  avec 65,95 m.

### Championnats d'Europe de 2006
En avril 2006, il bat son record personnel à Denton avec un jet à 70,82 m, entrant ainsi dans le club des lanceurs à plus de 70 mètres. Avec cette marque, il est alors le cinquième meilleur performeur de tous les temps. C'est la seule fois où il franchit cette barrière.
Plus tard dans la saison, Tammert remporte la médaille de bronze des Championnats d'Europe de Göteborg avec 66,14 m. Il est devancé par Virgilijus Alekna (68,87 m) et Gerd Kanter (68,03 m).
Il conclut sa saison en se classant une nouvelle fois 3e lors de la Finale mondiale de l'athlétisme à Stuttgart, toujours devancé par Alekna et Kanter.
Il participe aux Jeux olympiques de 2008 à Pékin. Lors des qualifications, il prend la 10e place avec un lancer à 63,10 m réalisé à son troisième essai. En finale, il échoue à la 12e place avec 61,38 m, le titre revenant à son compatriote Gerd Kanter (68,82 m).

### Champion d'Estonie à 37 ans
Aux championnats du monde de 2009, Aleksander Tammert, avec un lancer à 62,24 m, est le premier non-qualifié pour la finale. Il échoue simplement à 5 cm du Finlandais Frantz Kruger.
En 2010, il devient champion d'Estonie du lancer du disque, avec un lancer à 62,75 m réalisé au dernier essai. Âgé de 37 ans, il devance à cette occasion Märt Israel et Margus Hunt. Cette première place le qualifie pour les Championnats d'Europe à Barcelone, au cours desquels il ne franchit pas les qualifications, prenant la 19e place, avec un lancer à 60,07 m.
Le 23 juin 2012, Aleksander Tammert réalise 66,58 m à Klaipėda, au-delà du minima A qualificatif pour les Jeux olympiques de 2012 (65,00 m). Le Comité olympique estonien le désigne comme porte-drapeau de la délégation estonienne pour la cérémonie d'ouverture des Jeux.
Par ailleurs, Aleksander Tammert a mené une carrière universitaire aux États-Unis, à la Southern Methodist University de Dallas où il a étudié la finance. Il est marié à la lanceuse de javelot slovène Elizabeta Randjelovič-Tammert.

## Palmarès
| Année | Compétition                     | Lieu      | Résultat | Marque  |
| ----- | ------------------------------- | --------- | -------- | ------- |
| 1995  | Championnats du monde           | Göteborg  | 23e      | 58,64 m |
| 1996  | Jeux olympiques                 | Atlanta   | 25e      | 59,04 m |
| 1997  | Championnats du monde           | Athènes   | 12e      | 59,44 m |
| 1999  | Championnats du monde           | Séville   | 10e      | 62,29 m |
| 2000  | Jeux olympiques                 | Sydney    | 9e       | 63,25 m |
| 2001  | Universiade                     | Pékin     | 1er      | 65,19 m |
| 2001  | Finale du Grand Prix IAAF       | Melbourne | 2e       | 63,87 m |
| 2002  | Championnats d'Europe           | Munich    | 5e       | 64,55 m |
| 2003  | Championnats du monde           | Paris     | 7e       | 64,50 m |
| 2004  | Jeux olympiques                 | Athènes   | 3e       | 66,66 m |
| 2004  | Finale mondiale de l'athlétisme | Monaco    | 3e       | 63,69 m |
| 2005  | Championnats du monde           | Helsinki  | 4e       | 64,84 m |
| 2005  | Finale mondiale de l'athlétisme | Monaco    | 4e       | 65,22 m |
| 2006  | Championnats d'Europe           | Göteborg  | 3e       | 66,14 m |
| 2006  | Finale mondiale de l'athlétisme | Stuttgart | 3e       | 64,94 m |
| 2007  | Championnats du monde           | Osaka     | 8e       | 64,33 m |
| 2008  | Jeux olympiques                 | Pékin     | 12e      | 61,38 m |
| 2009  | Championnats du monde           | Berlin    | 13e      | 62,24 m |
| 2010  | Championnats d'Europe           | Göteborg  | 19e      | 60,07 m |
| 2012  | Jeux olympiques                 | Londres   | 27e      | 60,20 m |

## Records
| Épreuve          | Performance | Lieu   | Date          |
| ---------------- | ----------- | ------ | ------------- |
| Lancer du disque | 70,81 m     | Denton | 15 avril 2006 |
| Lancer du poids  | 18,05 m     | -      | 1999          |

### Meilleures performances
| Année | Âge | Marque  | Date             | Lieu            | Rang |
| ----- | --- | ------- | ---------------- | --------------- | ---- |
| 1990  | 17  | 42,06 m | -                | -               | -    |
| 1991  | 18  | 48,24 m | -                | -               | -    |
| 1992  | 19  | 51,12 m | -                | -               | -    |
| 1993  | 20  | 54,54 m | -                | -               | -    |
| 1994  | 21  | 55,50 m | -                | -               | -    |
| 1995  | 22  | 60,24 m | 1er juillet 1995 | Vilnius         | -    |
| 1996  | 23  | 64,80 m | 18 avril 1996    | Lancaster       | -    |
| 1997  | 24  | 64,78 m | 15 mai 1997      | Abilene         | -    |
| 1998  | 25  | 65,34 m | 7 mai 1998       | Abilene         | -    |
| 1999  | 26  | 66,95 m | 8 mai 1999       | Denton          | 10   |
| 2000  | 27  | 67,41 m | 6 mai 2000       | Austin          | -    |
| 2001  | 28  | 67,10 m | 14 avril 2001    | College Station | -    |
| 2002  | 29  | 67,75 m | 23 mai 2002      | Tartu           | 5    |
| 2003  | 30  | 66,63 m | 3 août 2003      | Tallinn         | 8    |
| 2004  | 31  | 68,48 m | 27 mars 2004     | Arlington       | 5    |
| 2005  | 32  | 67,93 m | 28 avril 2005    | Denton          | 3    |
| 2006  | 33  | 70,82 m | 15 avril 2006    | Denton          | 3    |
| 2007  | 34  | 64,41 m | 26 août 2007     | Osaka           | 26   |
| 2008  | 35  | 65,71 m | 1er juillet 2008 | Kose            | 16   |
| 2009  | 36  | 65,17 m | 12 juillet 2009  | Lappeenranta    | 18   |
| 2010  | 37  | 62,75 m | 18 juillet 2010  | Tallinn         | -    |
| 2011  | 38  | 61,10 m | 9 août 2011      | Viljandi        | -    |
| 2012  | 39  | 66,58 m | 23 juin 2012     | Klaipėda        | -    |

| n° | Marque  | Date              | Lieu            |
| -- | ------- | ----------------- | --------------- |
| 1  | 70,82 m | 15 avril 2006     | Denton          |
| 2  | 68,48 m | 27 mars 2004      | Arlington       |
| 3  | 67,93 m | 28 avril 2005     | Denton          |
| 4  | 67,75 m | 23 mai 2002       | Tartu           |
| 5  | 67,47 m | 17 septembre 2002 | Türi            |
| 6  | 67,41 m | 6 mai 2000        | Austin          |
| 7  | 67,10 m | 14 avril 2001     | College Station |
| 8  | 66,96 m | 2 juin 2002       | Tartu           |
| 9  | 66,95 m | 8 mai 1999        | Denton          |
| 10 | 66,82 m | 1er août 2006     | Tartu           |